# Cadmium-114
Cadmium-114 of 114Cd is een stabiele isotoop van cadmium, een overgangsmetaal. Het is een van de zes stabiele isotopen van het element, naast cadmium-106, cadmium-108, cadmium-110, cadmium-111 en cadmium-112. De abundantie op Aarde bedraagt 28,73%. De isotoop wordt ervan verdacht via een dubbel bètaverval te vervallen tot de stabiele isotoop tin-114. 
Cadmium-106 bezit echter een halfwaardetijd van 6,4 triljoen jaar en kan de facto als stabiel beschouwd worden. Dit vanwege het feit dat de halfwaardetijd miljarden malen groter is dan de leeftijd van het universum. Cadmium-114 heeft een halfwaardetijd groter dan 2.1 triljoen jaren. 
Cadmium-114 ontstaat onder meer bij het radioactief verval van zilver-114 en indium-114.
94Cd · 95Cd · 96Cd · 97Cd · 98Cd · 98mCd · 99Cd · 100Cd · 101Cd · 102Cd · 103Cd · 104Cd · 105Cd · 106Cd · 107Cd · 108Cd · 109Cd · 109m1Cd · 109m2Cd · 110Cd · 111Cd · 111mCd · 112Cd · 113Cd · 113mCd · 114Cd · 115Cd · 115mCd · 116Cd · 117Cd · 117mCd · 118Cd · 119Cd · 119mCd · 120Cd · 121Cd · 121mCd · 122Cd · 123Cd · 123mCd · 124Cd · 125Cd · 125mCd · 126Cd · 127Cd · 128Cd · 129Cd · 129mCd · 130Cd · 131Cd · 132Cd · 133Cd · 134Cd